# Kildeparken
Kildeparken, eller "Kilden" som kaldes lokalt, er en folkepark i Aalborg og én af byens ældste parker, der lægger græs til aktiviteter året rundt. 
I parken findes der flere klassiske værker af kendte billedhuggere, foruden springvand. Parken blev påbegyndt i 1802 og har status som Aalborgs første offentlige parkanlæg.

## Begivenheder i Kildeparken
I Kildeparken er der også en meget populær friluftsscene, og specielt i sommerhalvåret afholdes der en række begivenheder af international karakter, som år efter år trækker besøgende til fra hele verden. Blandt andet danner Kildeparken hvert år i maj en del af rammen for Karneval i Aalborg. 
Parken er også et mødested for børn. Parkens moderne legeplads er et populært rejsemål for de små og hvert år i maj afholde der i forbindelse med Karneval et separat børnekarneval.

## De Syngende Træer
Som en del af Kildeparken ligger "De Syngende Træer", hvor store kunstnere siden 1987 har plantet træer efter at have gæstet Aalborg Kongres & Kultur Center. Blandt mange andre er Cliff Richard, Elton John, Andrea Bocelli, John Cleese, Paul Simon, Leonard Cohen repræsenterede i parken.  Flere af træerne kan aktiveres, så tonerne fra mange af de store kunstnere strømmer ud i parken. 